# Al Mahwit (stad)
Al Mahwit is een stad in Jemen en is de hoofdplaats van het gouvernement Al Mahwit.
Bij de volkstelling van 2004 telde Al Mahwit 12.817 inwoners.